# Holly Tshimanga
Holly Tshimanga (25 april 1997) is een Belgisch voetballer die bij voorkeur als vleugelspeler speelt. Hij stroomde in 2016 door vanuit de jeugd van KRC Genk. Hij is de broer van Derrick Tshimanga, wiens contract in 2016 afliep bij Genk.

## Clubcarrière
Tshimanga is afkomstig uit de jeugd van KRC Genk. Op 31 juli 2016 zat hij voor het eerst op de bank op de openingsspeeldag van het seizoen 2016/17 in de Jupiler Pro League tegen KV Oostende. Op 4 augustus 2016 debuteerde de vleugelspeler in de basiself in de terugwedstrijd in de UEFA Europa League tegen het Ierse Cork City. Hij viel na 84 minuten in voor Thomas Buffel. Enkele weken later liep Tshimanga in een beloftenwedstrijd tegen Sint-Truidense VV een zware enkelblessure op, waardoor hij maandenlang buiten strijd was. Op 7 februari 2017 maakte hij zijn wederoptreden in het eerste elftal: in de competitiewedstrijd tegen Waasland-Beveren mocht hij in de 86e minuut invallen voor Bennard Kumordzi.
In de zomer van 2018 liep het contract van Tshimanga bij Genk af. De vleugelspeler testte in de zomer van 2018 onder andere bij de Nederlandse tweedeklasser Telstar, maar uiteindelijk belandde hij bij de Oostenrijkse tweedeklasser SK Austria Klagenfurt. Dat avontuur was geen lang leven beschoren: na amper twee competitiewedstrijden verbond hij zich in januari 2019 al aan AS Verbroedering Geel.

## Interlandcarrière
Tshimanga kwam reeds uit voor meerdere Belgische nationale jeugdelftallen. Hij speelde vijf interlands voor België –18.

## Clubstatistieken
| Seizoen         | Club                      | Land                | Competitie             | Competitie | Competitie | Beker | Beker | Andere | Andere | Europa | Europa | Totaal | Totaal |
| Seizoen         | Club                      | Land                | Competitie             | Wed.       | Dlp.       | Wed.  | Dlp.  | Wed.   | Dlp.   | Wed.   | Dlp.   | Wed.   | Dlp.   |
| --------------- | ------------------------- | ------------------- | ---------------------- | ---------- | ---------- | ----- | ----- | ------ | ------ | ------ | ------ | ------ | ------ |
| 2016/17         | KRC Genk                  | Vlag van België     | Jupiler Pro League     | 1          | 0          | 0     | 0     | 0      | 0      | 1      | 0      | 2      | 0      |
| 2017/18         | KRC Genk                  | Vlag van België     | Jupiler Pro League     | 0          | 0          | 0     | 0     | 0      | 0      | 0      | 0      | 0      | 0      |
| 2018/19         | Austria Klagenfurt        | Vlag van Oostenrijk | 2. Liga                | 2          | 0          | 0     | 0     | 0      | 0      | –      | –      | 2      | 0      |
| 2018/19         | AS Verbroedering Geel     | Vlag van België     | Eerste klasse amateurs | 1          | 0          | 0     | 0     | 0      | 0      | –      | –      | 1      | 0      |
| 2019/20         | Patro Eisden Maasmechelen | Vlag van België     | Eerste klasse amateurs | 3          | 0          | 0     | 0     | 0      | 0      | –      | –      | 3      | 0      |
| 2020/21         | Rupel Boom FC             | Vlag van België     | Eerste nationale       | 2          | 0          | 2     | 1     | 0      | 0      | –      | –      | 4      | 1      |
| Carrière totaal | Carrière totaal           | Carrière totaal     | Carrière totaal        | 9          | 0          | 2     | 1     | 0      | 0      | 1      | 0      | 12     | 1      |

Bijgewerkt op 24 november 2020.